# BALCo
Bay Area Laboratory Co-operative (BALCo) – kontrowersyjne centrum odżywania dla sportowców w Burlingame w Kalifornii w Stanach Zjednoczonych. Firma zyskała rozgłos po długim dochodzeniu Amerykańskiej Agencji Antydopingowej oskarżającej laboratorium o dostarczenie wielu znanym sportowcom sterydów anabolicznych oraz innych niedozwolonych środków zwiększających wydajność organizmu. 
W wyniku tego śledztwa potwierdzono, iż BALCo jest odpowiedzialne za stworzenie, wyprodukowanie i podawanie sportowcom niewykrywalnego do niedawna środka dopingującego o nazwie THG. W związku z tym postawiono zarzuty rozprowadzania zakazanych substancji założycielowi firmy Victorowi Conte, wiceprezesowi Jamesowi Valente oraz trenerom Gregowi Anderson i Remi Korchemny.
Wśród osób podejrzanych o zażywanie THG są takie sławy sportu jak lekkoatleci Dwain Chambers, Marion Jones i Tim Montgomery, zawodnicy baseballa Barry Bonds, Jason Giambi i Gary Sheffield, jak również kilkoro członków drużyny futbolu amerykańskiego Oakland Raiders.